# World Cyber Games 2002
World Cyber Games 2002 odbyły się w Taejŏn w Korei Południowej w dniach 28 października - 3 listopada 2002. Areną zmagań graczy była hala w Expo Parku.

## Rozgrywane konkurencje
Uczestnicy World Cyber Games w Taejŏn w 2002 roku rywalizowali w 6 konkurencjach.
- Strzelanka pierwszoosobowa
  -  Half-Life: Counter-Strike
  -  Quake III: Arena
  -  Unreal Tournament
- Real-Time Strategy
  -  Age of Empires II: The Conquerors
  -  StarCraft: Brood War
- Sport
  -  2002 FIFA World Cup

## Państwa
| Azja - Chiny - Chińskie Tajpej - Hongkong - Indie - Indonezja - Japonia - Korea Południowa - Malezja - Filipiny - Singapur - Tajlandia - Wietnam | Ameryka - Argentyna - Brazylia - Kanada - Chile - Meksyk - Panama - Peru - Stany Zjednoczone | Europa - Austria - Bułgaria - Francja - Węgry - Kazachstan - Holandia - Portugalia - Rosja - Hiszpania - Szwajcaria - Wielka Brytania | - Belgia - Czechy - Niemcy - Włochy - Luksemburg - Polska - Rumunia - Słowacja - Szwecja - Ukraina | B.W. i Afryka - Południowa Afryka - Turcja Oceania - Australia - Nowa Zelandia |

### Reprezentacja Polski
Counter Strike
- Kamil Lahti
- Dariusz Nowakowski
- Zbyszek Rudnicki
- Tomasz Stawicki
- Lukasz Wnęk

Quake
- Mateusz Ozga
- Andrzej Marcin Sobolewski

StarCraft
- Tomasz Wilczyński
- Artur Michalak

## Medaliści
| Konkurencja          |                                                                                                   |                                                                                | |
| Age of Empires II    | Nakamura Akihiro Pseudonim: Halen                                                                 | Chun Ming-chu Pseudonim: IamKen                                                | Micheal Rietdijk Pseudonim: Rip_Dreams                                                               |
| Counter-Strike       | Zespół: M19 Aleksandr Gribow Witalij Poczinkin Aleksiej Kozłowski Anton Kapitanow Wiaczesław Chan | Zespół: Nerve Ronan Ryan Matt Stevenson Brad Dixon Vunya Griffith Matt Neville | Zespół: Mousesports Jonas Bollack Roman Reinhardt Sebastian Schweitzer Niels Karowski Christian Pust |
| FIFA 2002 WC         | Hwang Sang-woo Pseudonim: ghanggi71                                                               | Kim Doo-hyung Pseudonim: Jaguar                                                | Stefan Berndt Pseudonim: Stefan                                                                      |
| Starcraft: Brood War | Lim Yo-hwan Pseudonim: gonia119                                                                   | Hong Jin-ho Pseudonim: YellOw                                                  | Artur Michalak Pseudonim: Blackman                                                                   |
| Unreal Tournament    | Christian Hock Pseudonim: GitzZz                                                                  | Samuel Boult Pseudonim: SHaggY                                                 | Nicholas McCabe Pseudonim: eVeNfLoW                                                                  |
| Quake III: Arena     | Aleksiej Smajew Pseudonim: c58_uNkind                                                             | Alvaro Romero Pseudonim: Akiles                                                | Jason Sylka Pseudonim: Q4_Socrates                                                                   |

## Klasyfikacja medalowa
| Lp. | Państwo           | złoto | srebro | brąz | razem | +/- WCG 2001 |
| --- | ----------------- | ----- | ------ | ---- | ----- | ------------ |
| 1.  | Korea Południowa  | 2     | 2      | 0    | 4     | 0            |
| 2.  | Rosja             | 2     | 0      | 0    | 2     | +4           |
| 3.  | Niemcy            | 1     | 0      | 3    | 4     | -1           |
| 4.  | Japonia           | 1     | 0      | 0    | 1     | n/d          |
| 5.  | Chińskie Tajpej   | 0     | 1      | 0    | 1     | -1           |
| 5.  | Kanada            | 0     | 1      | 0    | 1     | -1           |
| 5.  | Hiszpania         | 0     | 1      | 0    | 1     | n/d          |
| 5.  | Wielka Brytania   | 0     | 1      | 0    | 1     | n/d          |
| 9.  | Holandia          | 0     | 0      | 1    | 1     | n/d          |
| 9.  | Nowa Zelandia     | 0     | 0      | 1    | 1     | n/d          |
| 9.  | Polska            | 0     | 0      | 1    | 1     | n/d          |
| 9.  | Stany Zjednoczone | 0     | 0      | 1    | 1     | -6           |